# Cnopus pinicola
Cnopus pinicola là một loài bọ cánh cứng trong họ Aderidae. Loài này được Champion miêu tả khoa học năm 1919.